# Dylan på svenska (Wiehe och Forsberg)
Dylan på svenska är ett musikalbum av Mikael Wiehe och Ebba Forsberg som kom ut 2007. Låtarna baseras på just Bob Dylans låtar, men har fått text på svenska av Mikael Wiehe.

## Låtlista
Text: Bob Dylan, Mikael Wiehe
Musik: Bob Dylan
1. Spanska stövlar (Boots of Spanish Leather) (6:00)
2. Jag ska va' med dej inatt (I'll Be Your Baby Tonight) (3:30)
3. När mitt mästerverk blir klart (When I Paint My Masterpiece)(3:58)
4. För att jag älskar dej (Make You Feel My Love) (5:04)
5. Jag har tänkt på dej (Mama, You Been on My Mind) (2:52)
6. Ödets sista bud (Simple Twist of Fate) (5:32)
7. Utan tvekan min Marie (Absolutely Sweet Marie) (4:54)
8. Där anar jag din hand (Every Grain of Sand) (5:20)
9. Allra minst en morgon (One Too Many Mornings) (3:52)
10. Blinde Will McTell (Blind Willie McTell) (5:42)
11. Adjö, Angelina (Farewell, Angelina) (6:21)
12. Ni som tjänar på krig (Masters of War) (5:38)
13. Sakta lägger båten ut från land (It's All Over Now, Baby Blue) (5:00)
14. Bara om min älskade väntar (Tomorrow is a Long Time) (6:41)
15. Jag skall bli fri (I Shall Be Released) (5:07)

Originaltiteln inom parentes.

## Listplaceringar
| Lista (2007–08) | Topplacering |
| --------------- | ------------ |
| Sverige         | 22           |

### Fotnoter
1. ↑  ”Svensk mediedatabas”. http://smdb.kb.se/catalog/id/002255462. Läst 26 april 2011.
2. ↑  ”Hitparad”. http://swedishcharts.com/showitem.asp?interpret=Mikael+Wiehe+%26+Ebba+Forsberg&titel=Dylan+p%E5+svenska&cat=a. Läst 13 december 2011.